# Wolfgang Fortner
Wolfgang Fortner (ur. 12 października 1907 w Lipsku, zm. 5 września 1987 w Heidelbergu) – niemiecki kompozytor.

## Życiorys
Ukończył konserwatorium w Lipsku, gdzie był uczniem Hermanna Grabnera (kompozycja) i Karla Straubego (organy). Następnie w latach 1927–1931 studiował na Uniwersytecie Lipskim u Theodora Kroyera (muzykologia) i Hermanna Augusta Korffa (literatura). Od 1931 do 1954 roku uczył kompozycji i teorii w Hochschule für Kirchenmusik w Heidelbergu. W 1935 roku dzięki wsparciu prywatnego sponsora założył Heidelberger Kammer-Orchester, z którą występował jako dyrygent, wykonując mniej popularne dzieła muzyki dawnej i współczesnej.
Był współtwórcą Międzynarodowych Letnich Kursów Nowej Muzyki w Darmstadcie, gdzie od 1946 roku prowadził kursy kompozytorskie. W 1947 roku zorganizował w Heidelbergu cykl koncertów nowej muzyki, w 1958 roku przeniesiony do Fryburga Bryzgowijskiego. Od 1954 do 1957 roku wykładał kompozycję w Nordwestdeutsche Musikakademie w Detmold. W latach 1957–1973 był wykładowcą Staatliche Hochschule für Musik we Fryburgu Bryzgowijskim. Po śmierci Karla Amadeusa Hartmanna przejął w 1964 roku kierownictwo koncertów Musica viva w Monachium, które prowadził do 1978 roku.
Od 1955 roku członek berlińskiej Akademie der Künste, a od 1956 roku także Bayerische Akademie der Schönen Künste. Doktor honoris causa uniwersytetów w Heidelbergu i we Fryburgu Bryzgowijskim. Od 1957 roku był przewodniczącym niemieckiej sekcji Międzynarodowego Towarzystwa Muzyki Współczesnej. Odznaczony Wielkim Krzyżem Zasługi z Gwiazdą Orderu Zasługi Republiki Federalnej Niemiec (1977). Do jego uczniów należeli Hans Werner Henze, Günther Becker i Hans Ulrich Engelmann.

## Twórczość
W pierwszym okresie swojej twórczości, w latach 30. i wczesnych latach 40., uprawiał muzykę w formach neoklasycznych, z widocznymi wpływami Strawinskiego i Hindemitha. Sięganie po utrwalone formy (suita, toccata, kaprys, fuga) było charakterystyczne dla ówczesnych zainteresowań kompozytora. Okres ten cechuje się jego szczególną predylekcją do form neobarokowych, a polifonia stanowiła naczelną zasadę formotwórczą. Utrzymywanie się w ramach klasycyzującej elegancji uchroniło kompozytora przed większymi naciskami artystycznymi ze strony władz III Rzeszy.
W połowie lat 40. Fortner zradykalizował swój język dźwiękowy; począwszy od Symfonii (1947) i III Kwartetu smyczkowego (1948) zwrócił się w kierunku dodekafonii. Nie trzymał się jednak sztywno zasad wypracowanych przez Arnolda Schönberga, rozluźniając rygory techniki dwunastotonowej i wiążąc ją z dynamiczną rytmiką, zmienną grą układów fakturalnych oraz instrumentalną wirtuozerią. Stosował własne, indywidualne metody, polegające na wyodrębnieniu z serii dodekafonicznej kilkudźwiękowych wycinków (zwanych modi), z których jeden służył do stworzenia pola harmonicznego, a modus komplementarny wykorzystywany był uzupełniająco w swobodniejszych uszeregowaniach horyzontalnych. W późniejszych kompozycjach stosował statyczne brzmienia klasterowe, kontrolowane techniki aleatoryczne oraz układy izorytmiczne.

## Wybrane kompozycje
(na podstawie materiałów źródłowych)

### Utwory orkiestrowe
- Sweelinck-Suite (1930)
- Koncert na organy i orkiestrę smyczkową (1932; wersja na klawesyn i orkiestrę smyczkową 1935)
- Koncert na orkiestrę smyczkową (1933)
- Concertino na altówkę i małą orkiestrę (1934)
- Capriccio und Finale (1939)
- Ernste Musik (1940)
- Koncert fortepianowy (1942)
- Streichermusik II (1944)
- Koncert skrzypcowy (1946)
- Symfonia (1947)
- suita z baletu Die weisse Rose (1949)
- Phantasie über die Tonloge B-A-C-H na 2 fortepiany, 9 instrumentów solowych i orkiestrę (1950)
- Koncert wiolonczelowy (1951)
- Mouvements na fortepian i orkiestrę (1953)
- uwertura włoska La Cecchina według Niccolò Piccinniego (1954)
- Impromptus (1957)
- Bläsermusik na 16 instrumentów dętych blaszanych (1957)
- Ballet blanc na 2 skrzypiec i orkiestrę smyczkową (1958)
- Aulodie na obój i orkiestrę (1960, 2. wersja 1966)
- Zwischenspiele z opery Bluthochzeit (1963, 2. wersja 1965)
- Triplum na orkiestrę i 3 fortepiany obbligato (1966)
- Marginalien („Dem Andenken eines guten Hundes”) według Thomasa Manna (1969)
- Prolegomena do opery Elisabeth Tudor (1974)
- Prismen na flet, obój, klarnet, harfę, perkusję i orkiestrę (1974)
- Triptychon (1977)
- Variationen na wielką orkiestrę kameralną bez instrumentów dętych (1979–1980)
- Klangvariation na 4 skrzypiec i orkiestrę (1981)

### Utwory kameralne
- 4 kwartety smyczkowe (I 1929, II 1938, III 1948, IV 1975)
- Sonata skrzypcowa (1945)
- Sonata fletowa (1947)
- Sonata wiolonczelowa (1948)
- Serenade na flet, obój i fagot (1948)
- Trio smyczkowe (1951)
- 6 Madrigale na 2 skrzypiec i wiolonczelę (1954)
- New Delhi Music na flet, skrzypce, wiolonczelę i klawesyn (1956)
- 5 Bagatellen na kwintet instrumentów dętych (1960)
- Zyklus na wiolonczelę i fortepian (1964; wersja na wiolonczelę, instrumenty dęte, harfę i perkusję 1969)
- 9 Inventionen und ein Anhang na 2 flety (1976)
- Trio na fortepian, skrzypce i wiolonczelę (1978)
- Capricen na flet, obój i fagot (1979)
- Madrigal na 12 wiolonczel (1979–1980)

### Utwory fortepianowe
- Sonatina (1934)
- Kammermusik (1944)
- 7 Elegien (1950)
- Epigramme (1964)
- 6 späte Stücke (1982)

### Utwory organowe
- Toccata und Fuge (1930)
- Preambel und Fuge (1935)
- Intermezzi (1962)

### Utwory na wiolonczelę solo
- Suite (1932)
- Thema und Variationen (1976)

### Utwory na chór a cappella
- 3 geistliche Gesänge, słowa Matthias Claudius, Paul Verlaine i Rainer Maria Rilke i z Psalmu 46 (1932)
- Deutsche Liedmesse na chór mieszany (1934)
- Die Entschlafenen, Glaubenslied, Lied der Welt na chór mieszany (1934)
- 4 Petrarca-Sonette na 8-głosowy chór mieszany (1980)

### Utwory na głos i fortepian
- 4 Gesänge, słowa Friedrich Hölderlin (1933)
- 12 Shakespeare-Songs (1946)
- Terzinen, słowa Hugo von Hofmannsthal (1966)

### Utwory wokalno-instrumentalne
- kantata Fragment Mariae na sopran, 7 instrumentów i klawesyn, słowa Martin Gerhard Raschke (1929)
- kantata Grenzen der Menschheit na baryton solo, chór mieszany i orkiestrę, słowa Johann Wolfgang von Goethe (1930)
- Nuptiae Catulli na tenora solo, chór kameralny i orkiestrę kameralna, do słów z łacińskiej poezji Katullus (1937)
- Geistliche Abendmusik na głos niski, chór mieszany, trio smyczkowe ad libitum, organy lub klawesyn (1945)
- kantata An die Nachgeborenen na głos recytujący, tenora, chór mieszany i orkiestrę, słowa Bertolt Brecht (1947)
- 2 Exerzitien na 3 głosy żeńskie i 15 instrumentów, słowa Bertolt Brecht (1948)
- Aria na mezzosopran, altówkę i orkiestrę kameralną, do słów z dramatu T.S. Eliota Murder in the Cathedral (1951)
- kantata Mitte des Lebens na sopran i 5 instrumentów, słowa Friedrich Hölderlin (1951)
- scena oratoryjna Isaaks Opferung na alt, tenora, bas i 40 instrumentów solowych do tekstu z Wulgaty (1952)
- kantata The Creation na baryton i orkiestrę, słowa James Weldon Johnson (1954)
- kantata Chant de naissance na sopran, chór mieszany, skrzypce solo, smyczki, instrumenty dęte, harfę i perkusję, słowa Saint-John Perse (1958)
- Prélude und Elegie. Parergon zu den Impromptus na sopran i orkiestrę, słowa Friedrich Hölderlin (1959)
- Der 100. Psalm na 5-głosowy chór mieszany i 7 instrumentów dętych (1962)
- Die Pfingstgeschichte nach Lukas na tenora, 6-głosowy chór mieszany, 11 instrumentów i organy (1963)
- Immagini na sopran i 13 instrumentów smyczkowych solo, słowa Miroslav Krleža (1967)
- Versuch eines Agon – um...? na 7 śpiewaków i orkiestrę (1973)
- Machaut-Balladen na głos i orkiestrę (1973)
- Gladbacher Te Deum na bas-baryton, chór mieszany, orkiestrę i live electronic (1974)
- That Time na klawesyn, mezzosopran i gitarę, baryton i fortepian, live electronic, z udziałem aktora niemego i recytatorki, według poematu Samuela Becketta (1977)

### Opery
- tragedia liryczna Die Bluthochzeit, według Federico Garcíi Lorki (1956, wyst. Kolonia 1957)
- opera buffa Corinna, według Gérarda de Nervala (wyst. Berlin 1958)
- In seinem Garten liebt Don Perlimplin Belisa, według Federico Garcíi Lorki (1961–1962, wyst. Schwetzingen 1962)
- Elisabeth Tudor, libretto Mattias Braun w opracowaniu kompozytora (1968–1971, wyst. Berlin 1972)
- opera szkolna Cress ertrinkt, libretto Andreas Zeitler (1930)
- opera szkolna Undine, według Friedricha de la Motte Fouqué (1960)

### Balety
- Die weisse Rose z głosem altowym i chórem żeńskim, według bajki Urodziny infantki Oscara Wilde’a (1949, wyst. Berlin 1951)
- pantomima z barytonem solo Die Witwe von Ephesus, według Petroniusza (wyst. Berlin 1952)
- Carmen (Bizet-Collagen), wspólnie z Wilfriedem Steinbrennerem do choreografii Johna Cranko (1970, wyst. Stuttgart 1971)

### Muzyka do sztuk teatralnych
- muzyka do Lizystraty Arystofanesa (1945)